# Pokémon Quest
Pokémon Quest è un videogioco di ruolo della serie Pokémon per Nintendo Switch. Distribuito come free-to-play nel maggio 2018, del gioco è stata realizzata una conversione per Android e iOS.

## Modalità di gioco
In Pokémon Quest il giocatore deve esplorare un'isola a cubi. Tutto il gioco ha quindi uno stile cubico. È possibile piazzare una base, dare da mangiare ai Pokémon per allearsi con essi e formare una squadra di un massimo di tre Pokémon con cui proseguire nelle successive zone tramite il passaggio di vari livelli.